# دبرالی اسکات
دبرالی اسکات (انگلیسی: Debralee Scott؛ ۲ آوریل ۱۹۵۳ – ۵ آوریل ۲۰۰۵ (۵۲ سال) بازیگر اهل ایالات متحده آمریکا بود. وی کارش را به عنوان یک هلهله‌چی آغاز کرد و بین سال‌های ۱۹۷۱ تا ۲۰۰۰ میلادی فعالیت می‌کرد.

## گزیدهٔ فیلم‌شناسی
- دانشکده پلیس ۳ (۱۹۸۶)
- دانشکده پلیس (۱۹۸۴)
- پاندمونیوم (۱۹۸۲)
- زمین‌لرزه (۱۹۷۴)
- دیوارنویسی آمریکایی (۱۹۷۳)
- هری خبیث (۱۹۷۱) (نامش در عنوان‌بندی نیامده)